# Momoko Kikuchi
Momoko Kikuchi (菊池 桃子 Kikuchi Momoko?, Nacida el 4 de mayo de 1968) Es una actriz, animadora y cantante japonesa representada por la agencia de talentos Parfit Production.
Su exmarido era golfista profesional Tetsu Nishikawa. Kikuchi también fue asesora de marca para productos para mujeres como Emom y Momokoselection.

## Biografía

### Era de Idol
Momoko Kikuchi nació en Shinagawa, Tokio, Japón, exploró en 1982 y comenzó a hacer apariciones en televisión en 1983. Ella debutó oficialmente como idol en 1984, lanzando su primer sencillo justo antes de cumplir 16 años, e instantáneamente saltó a la fama. Ella produjo siete consecutivas canciones N.º 1 en el Oricon Chart de 1985 a 1987. 
A finales de los años 80s, Kikuchi intentó deshacerse del sello de "idol" y formó una banda, RA MU (ラ・ムー),con materiales más originales y música de rock, pero la banda no fue reconocida. Reacia a volver a actuar como una ídolo cantando pop chicle, Kikuchi cambió su enfoque en la actuación a partir de ahí y ha tenido éxito como actriz. 
En 2011, el programa de música japonés Music Station realizó un informe especial con la cuenta regresiva de los 50 ídolos principales de todos los tiempos en función de las ventas totales de sus singles. La lista abarca varias décadas, y Kikuchi estaba en el puesto 42, con un récord de ventas de 4,110,000 de copias. 
En abril de 2014, Kikuchi celebró su 30 aniversario en el mundo del espectáculo lanzando su séptimo álbum, el primero desde 1991, que es una regrabación de todas sus canciones exitosas durante su período de idol.

### Actualidad
En noviembre de 2019, Kikuchi se casó con el tecnócrata Hiroaki Niihara. 

## Discografía

### Álbumes de estudio
| Año  | Título                                                          | Etiqueta         |
| ---- | --------------------------------------------------------------- | ---------------- |
| 1984 | Ocean Side                                                      | Vap              |
| 1985 | Tropic of Capricorn                                             | Vap              |
| 1985 | Terra Warrior Ψ Boy Banda sonora original (con Tetsuji Hayashi) | Vap              |
| 1986 | Graduation Memories                                             | Vap              |
| 1986 | Adventure                                                       | Vap              |
| 1986 | Graduation Memories (Piano And Orchestra Version)               | Vap              |
| 1987 | Escape from Dimension                                           | Vap              |
| 1991 | Miroir                                                          | Vap              |
| 2014 | 青春ラブレター 〜30th Celebration Best〜                        | Registros épicos |

### Individual
| Año  | Título                                             | Etiqueta |
| ---- | -------------------------------------------------- | -------- |
| 1984 | 青春のいじわる (Seishun no ijiwaru)                | Vap      |
| 1984 | Summer Eyes                                        | Vap      |
| 1984 | 雪にかいた Love Letter                             | Vap      |
| 1985 | Sotsugyō (Graduation)                              | Vap      |
| 1985 | Boyのテーマ (Boy no Theme)                         | Vap      |
| 1985 | もう逢えないかもしれない (Mō aenai ka mo shirenai) | Vap      |
| 1986 | Broken Sunset                                      | Vap      |
| 1986 | Deja Vu                                            | Vap      |
| 1986 | 夏色片想い (Natsu-iro kataomoi)                    | Vap      |
| 1986 | Say Yes!                                           | Vap      |
| 1987 | アイドルを探せ (Idol o sagase)                     | Vap      |
| 1987 | Nile in Blue                                       | Vap      |
| 1987 | ガラスの草原 (Garasu no sōgen)                     | Vap      |

### Compilaciones
| Año  | Título                              | Etiqueta |
| ---- | ----------------------------------- | -------- |
| 1989 | The Greatest Hits (Majestic Twelve) | Vap      |
| 1993 | Special Selection 1                 | Vap      |
| 1993 | Special Selection 2                 | Vap      |
| 2011 | Golden ☆ Best                       | Vap      |

## Filmografía

### Series de Televisión
| Año  | Título                                            | Papel                | Emisora  | Notas         |
| ---- | ------------------------------------------------- | -------------------- | -------- | ------------- |
| 1985 | Graduation                                        | Momoko Watanabe      | NTV      |               |
| 1987 | Koi wa Hi-ho!                                     | Momoko Furuya        | NTV      | Rol principal |
| 1989 | Kimi no Hitomi ni Koishi Teru!                    | Machiko Mochizuki    | Fuji TV  |               |
| 1989 | Dō-kyū-sei                                        | Kyoko Sakura         | Fuji TV  |               |
| 1990 | Hotel                                             | Kyoko Mizutani       | TBS      |               |
| 1990 | Koi no Paradise                                   | Shiori Nanami        | Fuji TV  |               |
| 1990 | Yonimo Kimyōna Monogatari: Kuse                   | Mariko Yoshinaga     | Fuji TV  |               |
| 1991 | Pattern B (Hana no OL-hen): Giri Choko ni o Yōjin | Noriko               | TBS      | Rol principal |
| 1991 | Nurse Station                                     | Mariko Nakata        | TBS      | Rol principal |
| 1991 | Vingt Cinq Ans Kekkon                             | Yuko Matsunaga       | Fuji TV  |               |
| 1991 | Jinan Jijo Hitorikko Monogatari                   | Arika Sayaka         | TBS      |               |
| 1992 | Nobunaga King of Zipangu                          | Nōhime               | NHK      | Taiga drama   |
| 1992 | Someday My Prince Will Come                       |                      | Fuji TV  |               |
| 1992 | Pa Te O                                           | Mari Egawa           | Fuji TV  | Rol principal |
| 1993 | Ano Ni Tsu ni Kaeritai                            | Chiako Aoki          | Fuji TV  | Rol principal |
| 1993 | Yellow Card                                       | Noriko Yasaka        | TBS      |               |
| 1994 | Tekireiki                                         | Makoto Takase        | TBS      | Rol principal |
| 1994 | Otokogirai                                        | Akiitoguchi Hosokawa | TBS      | Rol principal |
| 1995 | Akarui Kazokukeikaku                              | Riko Sakamaki        | Fuji TV  |               |
| 2007 | Yamada Tarō Monogatari                            | Ayako Yamada         | TBS      |               |
| 2007 | Churaumi Kara no Nengajō                          | Yoshiko Morita       | Fuji TV  |               |
| 2008 | Marumaru Chibi Maruko-chan                        | Takashi-kun's mother | Fuji TV  |               |
| 2010 | Fukusuke                                          | Yukiko Iragashi      | THK      |               |
| 2010 | Nyotei Kaoruko                                    | Kaoruko Itami        | TV Asahi |               |
| 2010 | Nasake no Onna: Kokuzeikyoku Sasatsu-kan          | Yuka Taniguchi       | TV Asahi | Episodio 1    |
| 2010 | Ojīchan wa 25-sai                                 | Asuka Kurihara       | TBS      |               |
| 2013 | Glass no Ie                                       | Hiroko Onaka         | NHK      |               |
| 2014 | Asunaro San San Nana Hyōshi                       | Hiroko Fujimaki      | Fuji TV  |               |
| 2015 | Happy Retirement                                  | Kiyoko Yasui         | TV Asahi |               |
| 2018 | Boys Over Flowers Season 2                        | Oto Edogawa's mother | TBS      |               |
| 2020 | Yell                                              | Masa Koyama          | NHK      | Asadora       |

### Películas
| Año  | Título                                         | Papel                              | Notas         |
| ---- | ---------------------------------------------- | ---------------------------------- | ------------- |
| 1984 | Pantsu no Ana                                  |                                    | Debut         |
| 1985 | Tera Senshi PS Boy                             | Momoko                             | Rol principal |
| 1986 | Bakumatsu Seishun Grafiti Ronin Ryoma Sakamoto | Okiku                              |               |
| 1987 | Idol Wosagase                                  | Chikako Fujitani                   | Rol principal |
| 1992 | Pa Te O                                        | Mari Egawa                         | Rol principal |
| 1998 | Sore Ike! Anpanman te no Hi-ra o Taiyō ni      | Rina-chan                          | Voz           |
| 2005 | Pokémon: Lucario y el misterio de Mew          | Irene / Rene                       | Voz           |
| 2011 | Princesa toyotomi                              | La madre de Kunimatsu              |               |
| 2017 | Peach Girl                                     | Sakurako Adachi / la madre de Momo |               |
| 2019 | Angel Sign                                     |                                    |               |